# Spy Hunter (игра, 2001)
Spy Hunter — компьютерная игра, ремейк и сиквел одноимённого аркадного автосимулятора, вышедший в 2001 году для платформ PlayStation 2, Nintendo GameCube, Xbox, Game Boy Advance, и Microsoft Windows. Игра разрабатывалась компанией Midway. В 2004 году также вышла версия игры для Tapwave Zodiac.
Благодаря позитивным отзывам и высоким продажам, в ноябре 2003 года вышел сиквел Spy Hunter 2, а в 2006 году — Spy Hunter: Nowhere to Run.

## Игровой процесс
В отличие от оригинала, в котором точка обзора находилась над автомобилем игрока, в ремейке она находится за автомобилем, как в большинстве автосимуляторов настоящего времени. Также в игре используется графика следующего поколения.
В каждой из 14, включая тренировочных, миссий игроку даётся одна основная цель и несколько второстепенных. Хотя на миссиях обычно присутствует целый ряд целей, необходимые действия схожи на всех уровнях: игрок должен ехать, уничтожая врагов, избегая гражданских транспортных средств и уничтожая установленные цели. Каждая миссия должна быть завершена до истечения определенного промежутка времени. В число целей обычно входят уничтожение таких предметов, как оружие врага, различное оборудование и коммуникационные вышки. Также необходимо избегать жертв среди автомобилей гражданских, обнаружить устройства слежения, установить специальные маячки и так далее, хотя иногда цели могут немного отличаться: сбежать из склада, используя автомобиль Trabant, за короткий промежуток времени, провести и защитить союзников и даже догнать и уничтожить украденный  автомобиль Interceptor — точно такой же, как у игрока.

### Interceptor
G-6155 Interceptor (с англ. — «Перехватчик») — автомобиль главного героя игры, на котором ему предстоит разъезжать все 14 игровых миссий. В начале игры он имеет белую окраску и устройство для установки специальных маяков слежения. Позже игроку станет доступна вторая версия Перехватчика в черно-зеленой раскраске с установленной электромагнитной пушкой и сканером, способным обнаруживать лазерные лучи. Также в течение игры игроку станет доступно такое вооружение как ракеты, патроны большего калибра, электромагнитная пушка с самонаведением и прочее.
Автомобиль игрока вооружен тем же снаряжением, что и в оригинальной игре. В начале игры доступны для использования только пулемёты и возможность оставлять за собой нефтяной след, затем открываются дымовая завеса и ракеты (всего в игре 2 типа ракет: летящие прямо и самонаводящиеся). В новое оборудование, не появляющееся в оригинале, входят отслеживающее устройство и огнемёт. В игре, как в оригинале, также доступен фургон, восстанавливающий здоровье и боезапас, а также появились несколько новых типов врагов, включая противников под названиями «Switch Blade», прокалывающих игроку шины, и «Road Lord», которых невозможно уничтожить, используя одни пулемёты.
Interceptor имеет три режима: автомобиль, катер и мотоцикл, в который игрок трансформируется при низком уровне энергии. При плавании мотоцикл сменяется гидроциклом. Игра также включает кооперативный режим на два игрока, в котором игроки могут совместно проходить любую из 14 миссий после завершения игры в одиночном режиме.

## Сюжет
Главный герой игры, агент Алекс Сект, противостоит преступному синдикату под названием «Ностра». Дамиан, глава этого синдиката, которого остановил главный герой в 1980 году (Spy Hunter), посылает всех своих подчиненных за Сектом, в то время как агент пытается его остановить. План Дамиана заключается в отключении электричества по всему миру с помощью электромагнитного излучения, испускаемого четырьмя спутниками, получивших название «Четырёх Всадников».
Вначале Алекс выполняет несложные миссии на уничтожение оборудования Ностры, в частности на уничтожение специального автомобиля Interceptor, который синдикат заполучил, захватив фургон с ним.
В конце концов, автомобиль Алекса, G-6155 Interceptor, претерпевает обновление до G-6155 Interceptor II, получив некоторое новое оборудование, такое как электромагнитная пушка, сканер, турбонаддув с более быстрым восстановлением энергии, а также изменив цвет окраски автомобиля. Позже агент обнаруживает базу врага, где расположены Четыре Всадника. Уничтожив все устройства, Сект вырывается с базы противника на своем автомобиле.

## Критика
| Сводный рейтинг       | Сводный рейтинг     | Сводный рейтинг     | Сводный рейтинг    | Сводный рейтинг     | Сводный рейтинг     |
| Издание               | Оценка              | Оценка              | Оценка             | Оценка              | Оценка              |
| Издание               | GBA                 | GC                  | PC                 | PS2                 | Xbox                |
| --------------------- | ------------------- | ------------------- | ------------------ | ------------------- | ------------------- |
| GameRankings          | 69,18 %             | 69,27 %             | 58,00 %            | 83,35 %             | 71,45 %             |
| Metacritic            | 64/100 (13 обзоров) | 71/100 (16 обзоров) | 56/100 (5 обзоров) | 84/100 (28 обзоров) | 71/100 (19 обзоров) |
| MobyRank              | 66/100              | 64/100              | 53/100             | 82/100              | 68/100              |
| Иноязычные издания    |                     |                     |                    |                     |                     |
| Издание               | Оценка              | Оценка              | Оценка             | Оценка              | Оценка              |
| Издание               | GBA                 | GC                  | PC                 | PS2                 | Xbox                |
| 1UP.com               |                     |                     |                    |                     | C                   |
| GameSpot              | 6,2/10              | 6,7/10              | 5,8/10             | 7,8/10              | 6,7/10              |
| GameSpy               |                     |                     | [ 22 ]             |                     |                     |
| IGN                   | 7,2/10              | 6,8/10              |                    | 8,9/10              | 7,0/10              |
| XboxAddict            |                     |                     |                    |                     | 70 %                |
| Русскоязычные издания |                     |                     |                    |                     |                     |
| Издание               | Оценка              | Оценка              | Оценка             | Оценка              | Оценка              |
| Издание               | GBA                 | GC                  | PC                 | PS2                 | Xbox                |
| Absolute Games        |                     |                     | 40 %               |                     |                     |
| «Домашний ПК»         |                     |                     | [ 29 ]             |                     |                     |

В общем, игра получила как положительные, так и смешанные отзывы от разных игровых сайтов на разных платформах. Версия игры для PlayStation 2 получила положительные отзывы от большинства рецензий, собранных сайтом Metacritic, получив рейтинг 84 из 100. IGN дал PS2-версии игры оценку 8.9, назвав «одной из самых лучших аркад от Midway за все года, так как она обеспечивает невероятные ощущения от гонки с приличным количеством взрывов и экшена, но что самое главное, это не портит игру» GameSpot оценил PC-версию на 5.8, назвав игру «очень скромным аркадным автосимулятором, в который просто не стоит играть». Версия игры для Tapwave Zodiac получила 8.8 баллов от GameSpot.